# Comuna Rîbînsk, Koriukivka
Rîbînsk (în ucraineană Рибинськ) este o comună în raionul Koriukivka, regiunea Cernihiv, Ucraina, formată din satele Juravleva Buda, Lisove, Novoselivka, Parastovske, Rîbînsk (reședința) și Stopîlka.

## Demografie
Componența lingvistică a comunei Rîbînsk
     Ucraineană (99,26%)
     Alte limbi (0,62%)
Conform recensământului din 2001, majoritatea populației comunei Rîbînsk era vorbitoare de ucraineană (99,26%), existând în minoritate și vorbitori de alte limbi.